# Class of '55
Class of '55 je album Johnnyja Casha, Jerryja Lee Lewisa, Roya Orbisona i Carla Perkinsa, objavljen 1986. u izdanju American Sound Studiosa Chipsa Momana i Smash Recordsa.
Iako je album djelomično tribute Elvisu Presleyju, uglavnom je odavanje počasti mladim pjevačkim nadama, u koje spadaju i sami izvođači, koji su došli u Sun Records 1955. kako bi snimili glazbu u novoj eri rock and rolla. Snimljena u Sun Studiosu Sama Philipsa i dovršena u American Sound Studios, posljednja pjesma, "Big Train (from Memphis)", uključuje pomiješane glasove Johna Fogertyja, The Juddsa, Davea Edmundsa, Rickyja Nelsona, Sama Philipsa i June Carter Cash.
Interviews from the Class of '55 Recording Sessions donio je 1987. Grammy za najbolji recitalni album za četiri izvođača i za producente Chipsa Momana, Sama Philipsa i Rickyja Nelsona. Nelsonu je to bilo posljednje snimanje albuma i jedini Grammy u karijeri.

## Popis pjesama

### Strana 1
1. Carl Perkins – "Birth of Rock and Roll" (Carl Perkins/Greg Perkins) – 4:21
2. Jerry Lee Lewis – "Sixteen Candles" (Luther Dixon/Allyson Kent) – 3:48
3. Carl Perkins – "Class of '55" (Chips Moman/Bobby Emmons) – 2:56
4. Perkins, Lewis, Orbison & Cash – "Waymore's Blues" (Waylon Jennings/Curtis Buck) – 2:25
5. Johnny Cash – "We Remember the King"' (Cash/Lewis/Orbison/Perkins) – 2:58

### Strana 2
1. Roy Orbison – "Coming Home" (Roy Orbison/Will Jennings/J.D. Souther) – 3:59
2. Perkins, Lewis, Orbison & Cash – "Rock and Roll (Fais-Do-Do)" (Michael Smotherman) – 3:17
3. Jerry Lee Lewis – "Keep My Motor Running" (Randy Bachman) – 2:52
4. Johnny Cash – "I Will Rock and Roll with You" (Cash) – 2:01
5. Perkins, Lewis, Orbison & Cash – "Big Train (from Memphis)" (John Fogerty) – 7:56